# Художественная гимнастика на летних юношеских Олимпийских играх 2014
Соревнования по художественной гимнастике на летних юношеских Олимпийских играх 2014 года прошли с 26 по 27 августа 2014 года в Нанкинском Олимпийском спортивном центре. Всего было разыграно 2 комплекта медалей.

## Расписание
Время местное (UTC+8:00)
| Дата       | Время | Раунд                                                   |
| ---------- | ----- | ------------------------------------------------------- |
| 26 августа | 11:00 | Квалификация, индивидуальное многоборье (Обруч, мяч)    |
| 26 августа | 14:30 | Квалификация, индивидуальное многоборье (Булавы, лента) |
| 26 августа | 19:00 | Квалификация, групповое многоборье                      |
| 27 августа | 13:30 | Финал, индивидуальное многоборье                        |
| 27 августа | 19:00 | финал, групповое многоборье                             |

## Медали
| Дисциплина                | Золото                 | Серебро               | Бронза         |
| Индивидуальное многоборье | Ирина Анненкова Россия | Мария Трубач Беларусь | Лаура Цзэн США |
| Групповое многоборье      | Россия                 | Болгария              | Казахстан      |